# Деккер, Габриэль
Габриэль Деккер (нем. Gabriel Decker ; 1821, Будапешт — 1855, Вена) — австрийский художник-портретист венгерского происхождения. Мастер парадного портрета.
Пользовался большой популярностью в столице Австрийской империи. Автор целого ряда талантливо выполненных портретов, в том числе детских. В своих работах очень реалистично передавал внешность и характер персоны изображаемого на полотне.
Умер в молодом возрасте.

## Галерея
|  |  |  |  |  |